# Хайнрих VI фон Плауен
Хайнрих VI фон Плауен 'Млади' (на немски: Heinrich VI 'der Jüngere', Vogt von Plauen; * ок. 1324 в Плауен, Саксония; † между 12 април 1368/28 октомври 1369 или пр. 28 декември 1370) от род Ройс е фогт на Плауен и господар на Плауен (1348 – 1368).
Той е син на фогт Хайнрих IV фон Плауен-Мюлтроф 'Млади' († 14 февруари 1348) и съпругата му Агнес фон Шлюселберг († 17 август 1354), дъщеря на Конрад II/III фон Шлюселберг († 1347) и Елизабет. Внук е на фогт Хайнрих III фон Плауен 'Млади', наричан от 1312 г. „Дългия“ († 1347/1348). Потомък е на Хайнрих I фон Плауен „Стари“ († 1303) и Аделхайд фон Лобдебург-Лойхтенберг († 1271).
Майка му Агнес фон Шлюселберг се омъжва втори път пр. 14 юли 1352 г. за граф Херман III фон Байхлинген, господар на Обер-Заксенбург († сл. 1377/1378).
Брат му Хайнрих V фон Плауен († 7 септември 1363/3 май 1364) е фогт на Плауен, господар на Голсен и Мюлтроф. Сестра му Юта фон Плауен е омъжена на 26 юли 1344 г. във Виленьов, Франция за роднината си Хайнрих 'Млади', шериф на Гера, внук на Хайнрих II фон Гера († 1306/1311). Полубрат е на граф Фридрих VIII фон Байхлинген-Заксенбург 'Стари' († 1390).
Хайнрих VI е от 1348 г. господар на Плауен. При подялбата на територията на баща му през 1348 г. той получава упаравлението на Плауен с Ауербах. Той е споменаван от 24 юли 1343 до 25 май 1368 г.
Хайнрих VI умира пр. 28 декември 1370 г. на ок. 44 години.

## Фамилия
Хайнрих VI фон Плауен се жени пр. 5 февруари 1356 г. за Луидгард/Лукарда фон Кранихфелд (* ок. 1334, Тюрингия; † сл. 30 март 1376), дъщеря на Херман III фон Кранихфелд († сл. 1362) и Ирмгард фон Кефернбург. Те имат децата:
- Хайнрих VIII/IX фон Плауен ’Млади’ († пр. 2 август 1412 в Прага/пр. 5 юли 1413), господар на Плауен, Ауербах и Кьонигсварт (1373 – 1412), 1410 г. представя Тевтонския орден в Прусия, женен пр. 1383 г. за Анна фон Ризенбург († сл. 1411), дъщеря на Борзо фон Ризенбург
- Анна фон Плауен († сл. 26 октомври 1412), омъжена ок. 1373 г. за граф Хайнрих XV фон Шварцбург-Лойтенбург (* ок. 1358; † 1402), син на граф Хайнрих IX фон Шварцбург-Лойхтенбург, Кала и Рода († 1356/1358/1360) и Хелена фон Нюрнберг († 1378)[3]
- Елза фон Плауен († сл. 22 декември 1387)